# 紐黑文鎮區 (伊利諾伊州加拉廷縣)
紐黑文鎮區（英語：New Haven Township）是位於美國伊利諾伊州加拉廷縣的一個行政鎮區。

## 地方資料
根據2010年美國人口普查的數據，紐黑文鎮區的面積為118.00平方千米，當中陸地面積為113.30平方千米，而水域面積為4.70平方千米。當地共有人口1596人，而人口密度為每平方千米13.53人。